# セブン・ビューティーズ
『セブン・ビューティーズ』（Pasqualino Settebellezze）は、リナ・ウェルトミューラー監督・脚本による1975年のイタリア映画である。出演はジャンカルロ・ジャンニーニ、フェルナンド・レイ、シャーリー・ストーラー。
第49回アカデミー賞外国語映画賞にはイタリア代表作としてノミネートされた。またウェルトミューラーは女性としては史上初めて監督賞にノミネートされた。

## キャスト
- ジャンカルロ・ジャンニーニ
- フェルナンド・レイ
- シャーリー・ストーラー

## 評価
公開時よりナチスの強制収容所の描写が物議を醸した。ブルーノ・ベッテルハイムは映画の芸術性を賞賛しつつも、強制収容所の生存者の体験を印象づけていることを厳しく非難している。
Rotten Tomatoesでは11件の批評家レビューで支持率は91%となっている。

### 受賞とノミネート
| 賞                   | 部門         | 候補                       | 結果       |
| -------------------- | ------------ | -------------------------- | ---------- |
| アカデミー賞         | 主演男優賞   | ジャンカルロ・ジャンニーニ | ノミネート |
| アカデミー賞         | 監督賞       | リナ・ウェルトミューラー   | ノミネート |
| アカデミー賞         | 脚本賞       | リナ・ウェルトミューラー   | ノミネート |
| アカデミー賞         | 外国語映画賞 | 『セブン・ビューティーズ』 | ノミネート |
| 全米監督協会賞       | 映画監督賞   | リナ・ウェルトミューラー   | ノミネート |
| ゴールデングローブ賞 | 外国語映画賞 | 『セブン・ビューティーズ』 | ノミネート |